# Alenka Dovžan
Alenka Dovžan (ur. 11 lutego 1976 w Mojstranie) – słoweńska narciarka alpejska, brązowa medalistka olimpijska.

## Kariera
Po raz pierwszy na arenie międzynarodowej Alenka Dovžan pojawiła się w 1993 roku, kiedy wystartowała na mistrzostwach świata juniorów w Montecampione. Najlepszy wynik uzyskała tam w kombinacji, którą ukończyła na ósmej pozycji. Na rozgrywanych dwa lata później mistrzostwach świata juniorów w Voss, była między innymi czwarta w slalomie. W zawodach tych walkę o podium przegrała z Cecilie Larsen z Norwegii o 0,38 sekundy.
W zawodach Pucharu Świata zadebiutowała 28 listopada 1993 roku w Santa Caterina, zajmując 22. miejsce w slalomie. Tym samym już w swoim debiucie wywalczyła pierwsze pucharowe punkty. Niecałe dwa miesiące później, 17 stycznia 1994 roku w Cortinie d’Ampezzo jedyny raz w swojej karierze stanęła na podium zawodów pucharowych. Zwyciężyła tam w supergigancie, wyprzedzając bezpośrednio Pernillę Wiberg ze Szwecji oraz Austriaczkę Ulrike Maier. Najlepsze wyniki osiągnęła w sezonie 1993/1994, który ukończyła na trzynastej pozycji w klasyfikacji generalnej oraz czwartej w klasyfikacji supergiganta.
Jedyny medal na międzynarodowej imprezie zdobyła podczas igrzysk olimpijskich w Lillehammer w 1994 roku, zajmując trzecie miejsce w kombinacji. Po zjeździe zajmowała czwarte miejsce, tracąc do prowadzącej Niemki Katji Seizinger 1,39 sekundy. W slalomie uzyskała trzeci czas, co dało jej trzeci łączny wynik i brązowy medal. Ostatecznie uległa jedynie Pernilli Wiberg i Szwajcarce Vreni Schneider. Startowała także na igrzyskach olimpijskich w Nagano w 1998 roku oraz rozgrywanych cztery lata później igrzyskach w Salt Lake City, jednak ani razu nie znalazła się w czołowej dziesiątce. Kilkukrotnie startowała na mistrzostwach świata, najlepszy wynik osiągając podczas MŚ w Vail/Beaver Creek w 1999 roku, gdzie była dwunasta w slalomie. Kilkukrotnie zdobywała medale mistrzostw kraju, w tym złote w gigancie i slalomie w 2000 roku. W 2003 roku zakończyła karierę.

## Osiągnięcia

### Igrzyska olimpijskie
| Miejsce | Dzień     | Rok  | Miejscowość    | Konkurencja | Czas biegu  | Strata  | Zwyciężczyni       |
| ------- | --------- | ---- | -------------- | ----------- | ----------- | ------- | ------------------ |
| 16.     | 19 lutego | 1994 | Lillehammer    | Zjazd       | 1:35,93 min | +2,14 s | Katja Seizinger    |
| DNF     | 15 lutego | 1994 | Lillehammer    | Supergigant | 1:22,15 min | -       | Diann Roffe        |
| 3.      | 21 lutego | 1994 | Lillehammer    | Kombinacja  | 3:05,16 min | +1,48 s | Pernilla Wiberg    |
| DNF     | 24 lutego | 1994 | Lillehammer    | Gigant      | 2:30,97 min | -       | Deborah Compagnoni |
| DNF     | 26 lutego | 1994 | Lillehammer    | Slalom      | 1:56,01 min | -       | Vreni Schneider    |
| 16.     | 19 lutego | 1998 | Nagano         | Slalom      | 1:32,40 min | +4,26 s | Hilde Gerg         |
| 17.     | 20 lutego | 1998 | Nagano         | Gigant      | 2:50,59 min | +6,76 s | Deborah Compagnoni |
| 17.     | 20 lutego | 2002 | Salt Lake City | Slalom      | 1:46,10 min | +6,55 s | Janica Kostelić    |
| DNF1    | 22 lutego | 2002 | Salt Lake City | Gigant      | 2:30,01 min | -       | Janica Kostelić    |

### Mistrzostwa świata
| Miejsce | Dzień     | Rok  | Miejscowość       | Konkurencja | Czas biegu  | Strata  | Zwyciężczyni          |
| ------- | --------- | ---- | ----------------- | ----------- | ----------- | ------- | --------------------- |
| 21.     | 5 lutego  | 1997 | Sestriere         | Slalom      | 1:43,88 min | +6,20 s | Deborah Compagnoni    |
| DNF2    | 11 lutego | 1999 | Vail/Beaver Creek | Gigant      | 2:08,54 min | -       | Alexandra Meissnitzer |
| 12.     | 13 lutego | 1999 | Vail/Beaver Creek | Slalom      | 1:33,97 min | +1,72 s | Zali Steggall         |
| DNF2    | 7 lutego  | 2001 | St. Anton         | Slalom      | 1:32,95 min | -       | Anja Pärson           |
| 24.     | 9 lutego  | 2001 | St. Anton         | Gigant      | 2:19,01 min | +8,68 s | Sonja Nef             |
| 18.     | 13 lutego | 2003 | Sankt Moritz      | Gigant      | 2:30,97 min | +4,43 s | Anja Pärson           |

### Mistrzostwa świata juniorów
| Miejsce | Dzień    | Rok  | Miejscowość   | Konkurencja | Czas biegu  | Strata  | Zwyciężczyni     |
| ------- | -------- | ---- | ------------- | ----------- | ----------- | ------- | ---------------- |
| 10.     | 4 marca  | 1993 | Montecampione | Slalom      | 1:16,22 min | +2,83 s | Morena Gallizio  |
| 35.     | 5 marca  | 1993 | Montecampione | Supergigant | 1:39,23 min | +4,24 s | Isolde Kostner   |
| 11.     | 7 marca  | 1993 | Montecampione | Gigant      | 2:06,03 min | +2,81 s | Karin Roten      |
| 9.      | 7 marca  | 1993 | Montecampione | Kombinacja  | ?           | ?       | Morena Gallizio  |
| 11.     | 16 marca | 1995 | Voss          | Zjazd       | 1:26,23 min | +1,02 s | Sylviane Berthod |
| 4.      | 18 marca | 1995 | Voss          | Slalom      | 1:22,12 min | +1,58 s | Marlies Oester   |
| 12.     | 20 marca | 1995 | Voss          | Gigant      | 2:02,46 min | +1,92 s | Karin Roten      |

### Puchar Świata

#### Miejsca w klasyfikacji generalnej
- sezon 1993/1994: 13.
- sezon 1994/1995: 43.
- sezon 1996/1997: 99.
- sezon 1997/1998: 38.
- sezon 1998/1999: 54.
- sezon 1999/2000: 51.
- sezon 2000/2001: 61.
- sezon 2001/2002: 49.
- sezon 2002/2003: 89.

#### Miejsca na podium
1. Cortina d’Ampezzo – 17 stycznia 1994 (supergigant) – 1. miejsce